# Victor Leandro Bagy
Victor Leandro Bagy, més conegut com a Victor (nascut el 21 de gener de 1983 a Sant Anastácio), és un futbolista brasiler, que juga actualment per l'Atlético Mineiro.
El 7 de maig de 2014 el seleccionador brasiler Luiz Felipe Scolari el va incloure a la llista final de 23 jugadors que representaran el Brasil a la Copa del Món de Futbol de 2014.